# Nueva Ocotepeque
Nueva Ocotepeque är en stad i sydvästra Honduras. Den är administrativ huvudort för departementet Ocotepeque, samt även en kommun med namnet Ocotepeque. Centrala Nueva Ocotepeque hade 8 297 invånare vid folkräkningen 2001, med totalt 15 884 invånare i hela kommunen.